# Рівняння

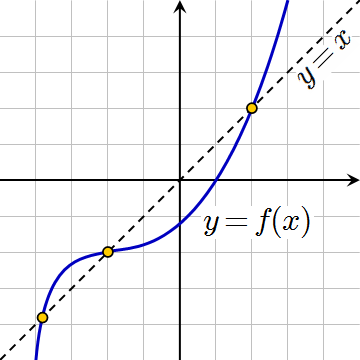
Ілюстрація графічного методу знаходження коренів рівняння

Рівня́ння — аналітичний запис задачі знаходження аргументів, при яких дві задані функції рівні між собою.
{\displaystyle f(x)=g(x)\,},
де {\displaystyle f(x)\,} та {\displaystyle g(x)\,} — деякі задані функції, які називають лівою та правою частинами рівняння, x — елемент множини, на якій визначені функції f та g.
Аргументи функцій рівняння називають невідомими (величинами); значення невідомих, за яких рівняння стає рівністю — коренями рівняння. Рівняння може мати один, кілька або нескінченно багато коренів, а може не мати кореня взагалі.
Іноді математична задача накладає обмеження на множину, якій повинні належати розв'язки рівняння, наприклад, діофантові рівняння вимагають тільки цілочисленного розв'язку. Існування та кількість коренів рівняння теж можуть залежати від множини: наприклад, рівняння {\displaystyle x^{2}=-1} не має дійсних розв'язків, однак має комплексні розв'язки.
Нормальна форма запису рівняння має вигляд:
{\displaystyle F(x)=0}.
До неї можна перейти, перенісши праву частину рівняння наліво. Рівняння в такій формі називають однорідним.
Для того, щоб розв'язати рівняння, потрібно знайти його розв'язки або довести, що їх не існує.
Аргументами функцій, а, отже, невідомими рівнянь можуть бути не тільки числа, а й складніші математичні об'єкти. Наприклад, в диференціальних рівняннях невідомими є функції, в операторних — оператори тощо.

## Еквівалентність рівнянь
Два рівняння називають еквівалентними або рівносильними, якщо кожен корінь одного рівняння є коренем другого рівняння і навпаки.
Еквівалентність рівнянь має властивість рефлексивності: кожне рівняння еквівалентне самому собі.
Еквівалентність рівнянь має властивість симетричності: якщо одне рівняння еквівалентне другому, то друге рівняння еквівалентне першому.
Еквівалентність рівнянь має властивість транзитивності: якщо одне рівняння еквівалентне другому, а друге еквівалентне третьому, то перше рівняння еквівалентне третьому. Властивість еквівалентності рівнянь дозволяє проводити з ними перетворення, на яких ґрунтуються методи їхнього розв'язання.
Третя важлива властивість задається теоремою: рівняння
{\displaystyle f_{1}(x)\cdot f_{2}(x)=0\,}
еквівалентне сукупності рівнянь:
{\displaystyle f_{1}(x)=0,\qquad f_{2}(x)=0.\,}
Це означає, що всі корені першого рівняння є коренями одного з двох інших рівнянь, і дає змогу знаходити корені частинами.

## Наслідок рівняння та сторонні корені
Рівняння
{\displaystyle F(x)=G(x)\,}
називають наслідком рівняння
{\displaystyle f(x)=g(x)\,},
якщо всі корені другого рівняння є коренями першого. Загалом перше рівняння може мати додаткові корені, які щодо другого рівняння називають сторонніми. Сторонні корені можуть з'явитися при перетвореннях, необхідних для знаходження коренів рівнянь. Для того, щоб їх виявити, потрібно перевірити корінь підставленням до початкового рівняння. Якщо при підставлянні рівняння стає тотожністю, то корінь справжній, якщо ні — сторонній.

### Приклад
Рівняння
{\displaystyle {\sqrt {2x^{2}-1}}=x,\,}
при піднесенні обох частин до квадрату дає рівняння
{\displaystyle 2x^{2}-1=x^{2},\,} або {\displaystyle x^{2}=1.\,}
Обидва рівняння є наслідками початкового. Останнє з них легко розв'язати. Воно має два корені
{\displaystyle x=1} та {\displaystyle x=-1}.
При підставлянні першого кореня в початкове рівняння утворюється тотожність
{\displaystyle {\sqrt {1}}=1.\,}
При підставлянні другого кореня утворюється хибне твердження:
{\displaystyle {\sqrt {1}}=-1.\,}.
Отже, другий корінь потрібно відкинути, як сторонній.

## Основні властивості рівнянь
З алгебраїчними виразами, що входять до рівняння можна виконувати операції, які не змінюють його коренів, зокрема.
1. У будь-якій частині рівняння можна розкрити дужки.
2. У будь-якій частині рівняння можна звести подібні доданки.
3. Будь-який член рівняння можна перенести з однієї частини в іншу, замінивши його знак на протилежний.
4. Обидві частини рівняння можна множити або поділити на одне й те саме число, відмінне від нуля.

Рівняння, які є результатом цих операцій є еквівалентними початковому рівнянню.
Піднесення обох частин рівняння до квадрату може призвести до появи сторонніх коренів.

## Види рівнянь та особливості їх розв'язування
Розрізняють алгебраїчні, параметричні, трансцендентні, функціональні, диференціальні та інші види рівнянь.

### Розв'язування рівнянь
Окремі класи рівнянь мають аналітичні розв'язки, які зручні тим, що не лише дають точне значення кореня, а й дозволяють записати розв'язок у вигляді формули, до якої можуть входити параметри. Такі аналітичні вирази дають змогу не лише обчислити корені, а й провести аналіз їх існування та їхньої кількості залежно від значень параметрів, що часто буває навіть важливішим для практичного застосування, ніж конкретні значення коренів.
До рівнянь, для яких відомі аналітичні розв'язки, належать алгебраїчні рівняння не вище четвертого степеня: лінійне рівняння, квадратне рівняння, кубічне рівняння та рівняння четвертого степеня. Алгебраїчні рівняння вищих степенів у загальному випадку аналітичного розв'язку не мають, хоча деякі з них можливо звести до рівнянь нижчих степенів.
Рівняння, до яких входять трансцендентні функції, називають трансцендентними. Серед них аналітичні розв'язки відомі для деяких тригонометричних рівнянь, оскільки нулі тригонометричних функцій добре відомі.
У загальному випадку, коли аналітичного розв'язку знайти не вдається, застосовують чисельні методи. Чисельні методи не дають точного розв'язку, а тільки дозволяють звузити інтервал, в якому лежить корінь, до певного наперед заданого значення.

### Алгебраїчні рівняння
Алгебраїчним рівнянням називають рівняння вигляду
{\displaystyle P(x_{1},x_{2},\ldots ,x_{n})=0,}
де {\displaystyle P} — многочлен від однієї або декількох змінних {\displaystyle x_{1},\ldots ,x_{n}}, які є невідомими.
Впорядкований набір чисел a1, …, an задовольняє цьому рівнянню, якщо при заміні x1 на a1, x2 на a2 і так далі отримується правильна числова рівність (наприклад, впорядкована трійка чисел (3, 4, 5) задовольняє рівнянню х2 + у2 = z2, оскільки 32 +42 = 52). Число, що задовольняє алгебраїчне рівняння з одним невідомим, називають коренем цього рівняння. Множина всіх наборів чисел, що задовольняють дане рівняння, є множиною розв'язків цього рівняння.
Степенем многочлена Р називають степінь рівняння Р(х1, … , хn) = 0. Наприклад, 3х — 5у + z = с — рівняння першого степеня, х2 + у2 = z2 — другого степеня, а х4 — Зх3 + 1 = 0 — четвертого степеня. Рівняння першого степеня називають також лінійними.
Рівняння вищого степеня називають нелінійними.
Алгебраїчне рівняння з одним невідомим має скінченну кількість коренів, а множина розв'язків алгебраїчного рівняння з великою кількістю невідомих може бути нескінченною множиною наборів чисел. Тому здебільшого розглядають не окремі алгебраїчні рівняння з n невідомими, а системи рівнянь і шукають набори чисел, які одночасно задовольняють всі рівняння цієї системи. Сукупність всіх таких наборів утворює множину розв'язків системи.

#### Лінійні рівняння
Лінійне рівняння — рівняння, обидві частини якого визначаються лінійними функціями. Може бути записане:
- у загальній формі: {\displaystyle a_{1}x_{1}+a_{2}x_{2}+\dots +a_{n}x_{n}+b=0}
- в канонічній формі: {\displaystyle a_{1}x_{1}+a_{2}x_{2}+\dots +a_{n}x_{n}=b}

#### Квадратні рівняння
{\displaystyle ax^{2}+bx+c=0,}
де {\displaystyle x} — вільна змінна, {\displaystyle a}, {\displaystyle b}, {\displaystyle c} — коефіцієнти, причому {\displaystyle \quad a\neq 0.}
Вираз {\displaystyle ax^{2}+bx+c} називають квадратним тричленом. Корінь такого рівняння (корінь квадратного тричлена) — це значення змінної {\displaystyle x}, яке перетворює квадратний тричлен на нуль, тобто це значення, що перетворює квадратне рівняння на тотожність. Коефіцієнти квадратного рівняння мають власні назви: коефіцієнт {\displaystyle a} називають першим або старшим, коефіцієнт {\displaystyle b} називають другим або коефіцієнтом біля {\displaystyle x}, {\displaystyle c} називають вільним членом цього рівняння. Приведеним називають квадратне рівняння, у якому старший коефіцієнт дорівнює одиниці. Таке рівняння можливо отримати після ділення усього виразу на старший коефіцієнт {\displaystyle a}: {\displaystyle x^{2}+px+q=0,\quad p={\frac {b}{a}},\quad q={\frac {c}{a}}.} Повним квадратним рівнянням називають таке, у якого всі коефіцієнти є відмінними від нуля. Неповним квадратним рівнянням називають таке, у якому хоча б один з коефіцієнтів крім старшого (або другий коефіцієнт, або вільний член) дорівнює нулю.
Для графічного аналізу квадратного рівняння в декартовій системі координат використовують параболу — графік квадратичної функції, що лежить в основі рівняння.
Для знаходження коренів квадратного рівняння {\displaystyle ax^{2}+bx+c=0} у загальному випадку використовують такий алгоритм:
| 1) якщо {\displaystyle D>0}                                                                                               | 2) якщо {\displaystyle D=0}                                                                         | 3) якщо {\displaystyle D<0}                                          |
| коренів два, для знаходження використовують формулу: {\displaystyle x_{1,2}={\frac {-b\pm {\sqrt {b^{2}-4ac}}}{2a}}(1)} , | корінь один (або кажуть про два однакових корені), формула якого — {\displaystyle -{\frac {b}{2a}}} | роблять висновок про те, що корені у множині дійсних чисел відсутні. |

#### Кубічні рівняння
{\displaystyle ax^{3}+bx^{2}+cx+d=0,\quad a\neq 0.}

Графік кубічної функції (кубічна парабола)

Для графічного аналізу кубічного рівняння в декартовій системі координат використовують кубічну параболу.
Довільне кубічне рівняння канонічного вигляду можливо привести до простішого вигляду
{\displaystyle y^{3}+py+q=0,\,}
після ділення його на {\displaystyle a} й підставляння до нього заміни {\displaystyle x=y-{\tfrac {b}{3a}}.} При цьому коефіцієнти будуть дорівнювати:
{\displaystyle q={\frac {2b^{3}}{27a^{3}}}-{\frac {bc}{3a^{2}}}+{\frac {d}{a}}={\frac {2b^{3}-9abc+27a^{2}d}{27a^{3}}},}
{\displaystyle p={\frac {c}{a}}-{\frac {b^{2}}{3a^{2}}}={\frac {3ac-b^{2}}{3a^{2}}}.}

#### Рівняння четвертого степеня
{\displaystyle f(x)=ax^{4}+bx^{3}+cx^{2}+dx+e=0,\quad a\neq 0.}

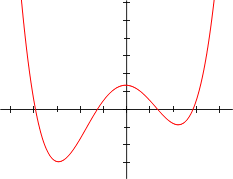
Графік многочлена 4-го степеня з чотирма коренями й трьома критичними точками.

Четвертий степінь для алгебричних рівнянь є найвищим, за якого існує аналітичний розв'язок у радикалах у загальному вигляді (тобто, за довільного значення коефіцієнтів).
Оскільки {\displaystyle f(x)} є многочленом четвертого степеня, вона має одну і ту ж границю при прямуванні до плюс і до мінус нескінченності. Якщо {\displaystyle a>0}, то функція зростає до плюс нескінченності з обох боків, а отже, функція має глобальний мінімум. Аналогічно, якщо {\displaystyle a<0}, то функція спадає до мінус нескінченності з обох боків, а отже, функція має глобальний максимум.

#### Системи лінійних алгебраїчних рівнянь
Системою лінійних алгебраїчних рівнянь називають систему рівнянь вигляду:
{\displaystyle {\begin{cases}a_{11}x_{1}+a_{12}x_{2}+\dots +a_{1n}x_{n}=b_{1}\\a_{21}x_{1}+a_{22}x_{2}+\dots +a_{2n}x_{n}=b_{2}\\\dots \\a_{m1}x_{1}+a_{m2}x_{2}+\dots +a_{mn}x_{n}=b_{m}\\\end{cases}}}
Тут {\displaystyle m} — кількість рівнянь, а {\displaystyle n} — кількість невідомих. x1, x2, …, xn — невідомі, які треба визначити. a11, a12, …, amn — коефіцієнти системи, та b1, b2, … bm — вільні члени, — вважають відомими. Індекси коефіцієнтів (aij) системи означають номери рівняння (i) та невідомого (j), біля якого стоїть цей коефіцієнт, відповідно.
Систему називають однорідною, якщо усі її вільні члени дорівнюють нулю (b1 = b2 = … = bm = 0), у протилежному випадку — неоднорідною. Систему називають квадратною, якщо число m рівнянь дорівнює числу n невідомих. Розв'язок системи — сукупність n чисел c1, c2, …, cn таких, що підставлення кожного ci замість xi у систему перетворює усі її рівняння на тотожності. Систему називають сумісною, якщо вона має хоча б один розв'язок, і несумісною, якщо у неї немає жодного розв'язку. Розв'язки c1(1), c2(1), …, cn(1) та c1(2), c2(2), …, cn(2) сумісної системи називають різними, якщо порушується хоча б одна з рівностей:
| c1(1) = c1(2), c2(1) = c2(2), …, cn(1) = cn(2). |

Сумісну систему називають визначеною, якщо вона має єдиний розв'язок, і невизначеною, якщо вона має безліч розв'язків. В останньому випадку кожен її розв'язок називають частковим розв'язком системи. Сукупність усіх часткових розв'язків називають загальним розв'язком системи.

### Рівняння з параметрами
Рівнянням з параметрами називають математичне рівняння, вигляд і розв'язок якого залежить від значень одного чи декількох параметрів. Розв'язати рівняння з параметром означає:
1. Знайти усі системи значень параметрів, за яких дане рівняння має розв'язок.
2. Знайти усі розв'язки для кожної знайденої системи значень параметрів, тобто для невідомого та параметра мають бути вказані свої області допустимих значень.

Рівняння з параметром можуть бути як лінійними, так і нелінійними.
Приклад лінійного рівняння з параметром:
{\displaystyle a\,x+1=4,}
Приклад нелінійного рівняння з параметром:
{\displaystyle {\mbox{log}}_{x^{2}}{\frac {a+3}{7-x}}=5,}
де {\displaystyle x} — незалежна змінна, {\displaystyle a} — параметр.

### Трансцендентні рівняння
Трансцендентним рівнянням називають рівняння, що містить показникові, логарифмічні, тригонометричні, обернені тригонометричні функції, наприклад:
- {\displaystyle \cos x=x}
- {\displaystyle \lg x=x-5}
- {\displaystyle 2^{x}=\lg x+x^{5}+40}

Строгіше визначення: трансцендентне рівняння — це рівняння вигляду {\displaystyle f(x)=g(x)}, де функції {\displaystyle f} та {\displaystyle g} є аналітичними функціями й хоча б одна з них не є алгебраїчною.

### Функціональні рівняння
Функціональним рівнянням називають рівняння, що виражає зв'язок між значенням функції (або функцій) в одній точці з її значеннями в інших точках. Багато які з властивостей функцій можливо визначити, досліджуючи функціональні рівняння, яким ці функції задовольняють. Термін «функціональне рівняння» зазвичай використовують для рівнянь, що не зводяться простими способами до алгебраїчних рівнянь. Цю особливість найчастіше зумовлено тим, що аргументами невідомої функції у рівняннях є не самі невідомі змінні, а деякі відомі функції від них. Наприклад:
- функціональному рівнянню

{\displaystyle f(s)=2^{s}\pi ^{s-1}\sin \left({\frac {\pi s}{2}}\right)\Gamma (1-s)f(1-s),}
де {\displaystyle \Gamma (z)} — Гамма-функція Ейлера, задовольняє дзета-функція Рімана ζ.
- наступним трьом рівнянням задовольняє Гамма-функція, яка є єдиним розв'язком цієї системи:

{\displaystyle f(x)={f(x+1) \over x}\,\!}
{\displaystyle f(y)f\left(y+{\frac {1}{2}}\right)={\frac {\sqrt {\pi }}{2^{2y-1}}}f(2y)}
{\displaystyle f(z)f(1-z)={\pi  \over \sin(\pi z)}\,\!\,\,\,} (формула доповнення Ейлера).

### Диференціальні рівняння
Диференціальним рівнянням називають рівняння, що пов'язує значення деякої невідомої функції у деякій точці та значення її похідних різних порядків у цій же точці. Диференціальне рівняння містить у своєму записі невідому функцію, її похідні й незалежні змінні. Порядок диференціального рівняння визначається найбільшим порядком похідних, що входять у нього. Розв'язком диференціального рівняння порядку n називають функцію y(x), що має у деякому інтервалі (a, b) похідні {\displaystyle y'(x),y''(x),...,y^{(n)}(x)} до порядку n включно й задовольняє цьому рівнянню. Процес розв'язування диференціального рівняння називають інтегруванням.
Усі диференціальні рівняння можливо поділити на
- звичайні, до яких входять лише функції (та їх похідні) від одного аргумента:

{\displaystyle F\left(x,y,y',y'',...,y^{(n)}\right)=0\!} або {\displaystyle F\left(x,y,{\frac {\mathrm {d} y}{\mathrm {d} x}},{\frac {\mathrm {d} ^{2}y}{\mathrm {d} x^{2}}},...,{\frac {\mathrm {d} ^{n}y}{\mathrm {d} x^{n}}}\right)=0},
де {\displaystyle ~y=y(x)} — невідома функція (можливо, вектор-функція; у такому випадку часто кажуть про систему диференціальних рівнянь), що залежить від незалежної змінної {\displaystyle ~x}, штрих означає диференціювання по {\displaystyle ~x}.
- рівняння з частинними похідними, в яких функції, що входять до них, залежать від багатьох змінних:

{\displaystyle F\left(x_{1},x_{2},\dots ,x_{m},z,{\frac {\partial z}{\partial x_{1}}},{\frac {\partial z}{\partial x_{2}}},\dots ,{\frac {\partial z}{\partial x_{m}}},{\frac {\partial ^{2}z}{\partial x_{1}^{2}}},{\frac {\partial ^{2}z}{\partial x_{1}\partial x_{2}}},{\frac {\partial ^{2}z}{\partial x_{2}^{2}}},\dots ,{\frac {\partial ^{n}z}{\partial x_{m}^{n}}}\right)=0},
де {\displaystyle x_{1},x_{2},\dots ,x_{m}} — незалежні змінні, а {\displaystyle z\!=z(x_{1},x_{2},\dots ,x_{m})} — функція цих змінних.

## Застосування
Рівняння часто виникають у випадку розв'язування практичних або теоретичних задач у різних галузях науки й техніки: фізиці, хімії, економіці тощо.

### Рівняння та формули
Оскільки математичні рівняння — достатньо вивчений об'єкт, й існують як аналітичні, так і чисельні методи їх розв'язування, задачі інших областей спочатку формулюють у вигляді рівнянь. Для цього насамперед потрібно ввести позначення невідомих величин і параметрів і використати формули відповідних галузей знань для того, щоб записати співвідношення між ними.
Відмінність між формулою та рівнянням в тому, що формула є правилом для обчислення якоїсь величини і зазвичай має вигляд
{\displaystyle y=f(x_{1},x_{2},\ldots ,x_{n})\,},
де у — величина, яку треба обчислити, а {\displaystyle f(x_{1},x_{2},\ldots ,x_{n})} — певна функція від набору параметрів. При застосуванні формули потрібно підставити в неї значення параметрів й отримати значення y. Проте кожну формулу можливо трактувати також як рівняння, якщо значення y є відомим, і потрібно знайти значення параметрів, за яких воно реалізується. В цьому випадку параметри, або частина параметрів, стають невідомими.

### Особливості рівнянь фізики
Особливістю рівнянь у фізиці є те, що змінні, які позначають фізичні величини, є зазвичай розмірними. Розмірність дає змогу проводити додаткову перевірку обчислень, оскільки розмірність результату повинна бути правильною. Якщо величини й параметри задано в задачі в різних одиницях, то всі одиниці перед розв'язуванням рівняння повинно бути зведено до однієї системи одиниць. Для чисельного розв'язування фізичних задач фізичне рівняння потрібно спочатку знерозмірити, тобто ввести нові безрозмірні змінні. Такі змінні зазвичай одержують ділячи певну фізичну величину на її характерне значення.
При розв'язуванні фізичних задач отримані корені рівнянь необхідно перевіряти на відповідність тим припущенням, у рамках яких було отримано рівняння. Іноді математично строгі розв'язки потрібно відкинути, оскільки вони не мають фізичного сенсу.
Окремі з рівнянь фізики мають свої власні назви, наприклад, рівняння руху описують еволюцію фізичної системи, а рівняння стану в термодинаміці задають зв'язок між термодинамічними параметрами.

## Особливості рівнянь у хімії
У хімії хімічні рівняння описують перетворення речовин у хімічній реакції. Водночас вони можуть використовуватися для визначення балансу речовин у таких реакціях, тобто є математичними рівняннями, зазвичай лінійними.

## Рівносильні рівняння
Рівняння, які мають однакові корені або взагалі не мають коренів, називають рівносильними рівняннями. Два рівняння є рівносильними, якщо вони мають одні й ті ж корені або їх не мають. Щоб розв'язувати складніші рівняння, треба замінювати їх рівносильними рівняннями й зводити до найпростіших рівнянь. Щоби перетворення були рівносильними, треба використовувати основні властивості рівнянь:
- у будь-якій частині рівняння можна звести подібні доданки або розкрити дужки, якщо вони є;
- будь-який член рівняння можна перенести в іншу частину рівняння, змінивши його знак на протилежний;
- обидві частини рівняння можна помножити або поділити на одне й те саме число, окрім нуля;
- до обох частин рівняння можна додати (відняти) одне й те саме число.

Щоби розв'язати лінійне рівняння, скористаймося таким планом розв'язку за допомогою рівносильних перетворень:
- якщо у членів рівняння є знаменники, то позбудьмося їх, помноживши обидві частини рівняння на найменший спільний знаменник;
- розкриймо всі дужки;
- згрупуймо члени рівняння так, щоби члени зі змінною були в одній частині рівняння, а без змінної — в іншій;
- зведімо подібні доданки в кожній частині рівняння;
- розв'яжімо отримане рівняння вигляду ax = b

Зверніть увагу! В дробах позбуватись знаменника, який містить змінну, не можна. Застосування нерівносильних перетворень приводить до втрати розв'язків або до появи сторонніх коренів.